# Universität Cádiz

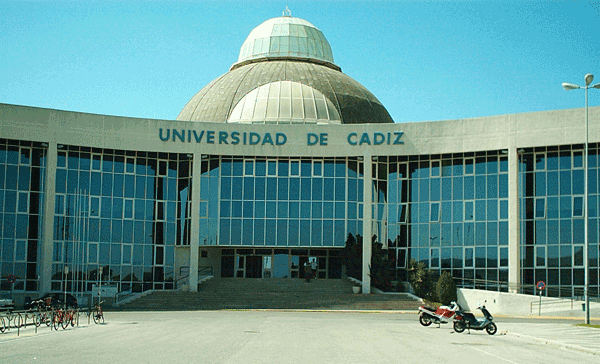
Eingang zum CASEM der Universität Cádiz

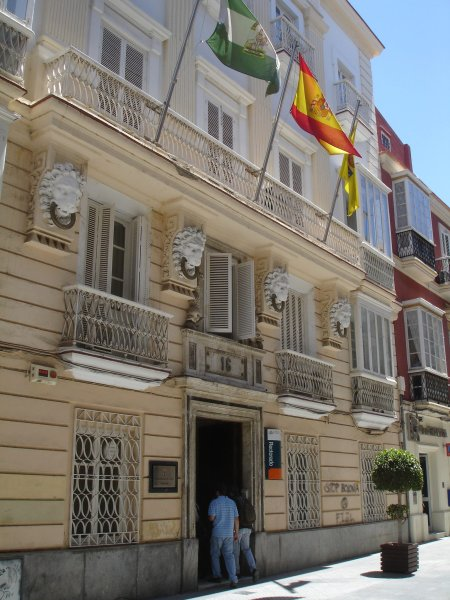
Rektorat

Die Universität Cádiz (spanisch: Universidad de Cádiz) kurz UCA - ist eine staatliche Universität in der südspanischen Stadt Cádiz mit 17.280 Studenten und 1.500 wissenschaftlichen Mitarbeitern (2008).
Die Universität Cádiz wurde am 30. Oktober 1979 gegründet und bildet das aufgrund der Lage am Atlantik besonders geformte wissenschaftliche Zentrum der Region mit Schwerpunkten auf den Fakultäten für Medizin sowie Marine & Nautik:
- die medizinische Fakultät geht auf eine bereits 1748 in der Stadt gegründete Königliche Marinemedizinische Hochschule zurück.
- Zentrum der nautischen Fakultät ist das Centro Andaluz Superior de Estudios Marinos (zu Deutsch: Andalusisches Hochschulzentrum für Marinewissenschaften) (CASEM), welches Abschlüsse in den Fachgebieten Marinewissenschaften, Nautik und Seetechnik anbietet.